# Associazione Calcio Femminile Torino 2008-2009
Questa voce raccoglie le informazioni riguardanti l'Associazione Calcio Femminile Torino nelle competizioni ufficiali della stagione 2008-2009.

## Organigramma societario
Tratto dal sito Football.it tranne dove diversamente citato.
Area amministrativa
- Presidente: Roberto Salerno
- Direttore sportivo: Andrea Tronzano[2]
- Direttore sportivo: Sergio Vatta.
- Segretario generale: Giuseppe Lonero
- Addetta Stampa: Alma Brunetto[2]

Area tecnica
- Allenatore: Giorgio Tonino
- Allenatore in seconda: Massimo Trombetta
- Allenatore portieri: Gianni Colombo
- Allenatore Primavera: Giuseppe Ferro
- Supervisore Tecnico: Sergio Vatta[2]
- Responsabile Atletico: Sara Picco[2]
- Medico Sociale: Salvatore Cristiani[2]
- Preparatore Atletico: Massimo Bonanni[2]
- Preparatori Portieri: Luca Squinzani – Gianni Colombo[2]
- Dirigente Responsabile: Pasquale Verbale[2]
- Medico: Pier Luigi Muratore[2]

## Rosa
Rosa e ruoli tratti dal sito Football.it e gazzettarosa.it
| N. |                   | Ruolo | Calciatrice            |
| -- | ----------------- | ----- | ---------------------- |
|    | Italia (bandiera) | P     | Virginia Bruno         |
|    | Italia (bandiera) | P     | Valentina Pagliassotto |
|    | Italia (bandiera) | P     | Chiara Serafino        |
|    | Italia (bandiera) | D     | Manuela Bosi           |
|    | Italia (bandiera) | D     | Francesca Coluccio     |
|    | Italia (bandiera) | D     | Jessica Lettieri       |
|    | Italia (bandiera) | D     | Elisabetta Parodi      |
|    | Italia (bandiera) | D     | Cristina Ugolini       |
|    | Italia (bandiera) | C     | Barbara Bonansea       |
|    | Italia (bandiera) | C     | Marta Carissimi        |
|    | Italia (bandiera) | C     | Chiara Figone          |

| N. |                   | Ruolo | Calciatrice              |
| -- | ----------------- | ----- | ------------------------ |
|    | Italia (bandiera) | C     | Michela Franco           |
|    | Italia (bandiera) | C     | Roberta Giorgis          |
|    | Italia (bandiera) | C     | Serena Giuliano          |
|    | Italia (bandiera) | C     | Silvia Pisano            |
|    | Italia (bandiera) | C     | Sara Ranieri             |
|    | Italia (bandiera) | C     | Martina Rosucci          |
|    | Italia (bandiera) | A     | Maura Bruno              |
|    | Italia (bandiera) | A     | Pamela Gueli             |
|    | Italia (bandiera) | A     | Erika Moretti            |
|    | Italia (bandiera) | A     | Simona Sodini (Capitano) |
|    | Italia (bandiera) | A     | Morena Spanu             |

## Calciomercato

### Sessione estiva
| Acquisti | Acquisti            | Acquisti   | Acquisti      |
| R.       | Nome                | da         | Modalità      |
| -------- | ------------------- | ---------- | ------------- |
| D        | Cristina Ugolini    | Firenze    | definitivo    |
| A        | Maria Ilaria Pasqui | Pali Blues | fine prestito |

| Cessioni | Cessioni               | Cessioni     | Cessioni   |
| R.       | Nome                   | a            | Modalità   |
| -------- | ---------------------- | ------------ | ---------- |
| P        | Carmela Rita Caravilla | Chiasiellis  | definitivo |
| D        | Cristina Cassanelli    | Fiamma Monza | definitivo |
| C        | Tatiana Zorri          | Tavagnacco   | definitivo |
| A        | Maria Ilaria Pasqui    | Pali Blues   | prestito   |
| A        | Maria Ilaria Pasqui    | Roma CF      | definitivo |

### Sessione invernale
| Acquisti | Acquisti | Acquisti | Acquisti |
| R.       | Nome     | da       | Modalità |
| -------- | -------- | -------- | -------- |
|          |          |          |          |

| Cessioni | Cessioni               | Cessioni        | Cessioni   |
| R.       | Nome                   | a               | Modalità   |
| -------- | ---------------------- | --------------- | ---------- |
| P        | Valentina Pagliassotto | Alessandria     | definitivo |
| A        | Maura Bruno            | Juventus Torino | definitivo |

## Risultati

### Serie A

#### Girone di andata
| Arbitro: | Marco Nonis (Pordenone) |

|                         |           |                 |
| Turra 16’ Cavallini 42’ | Marcatori | 15’, 17’ Sodini |

| Arbitro: | Andrea Tuninetti (Chivasso) |

|                |           |                           |
| Sodini 1’, 60’ | Marcatori | 48’ Bonometti 83’ Riboldi |

| Arbitro: | Gavino Mannu (Sassari) |

|                        |           |  |
| Pintus 5’ Iannella 82’ | Marcatori |  |

| Arbitro: | Nicola Storace (Novi Ligure) |

|  |           |                                                      |
|  | Marcatori | 12’, 17’ Gabbiadini 44’ Panico 46’ Paliotti 88’ Boni |

| Arbitro: | Marco Francesco Schifano (Novi Ligure) |

|             |           |             |
| Bonetti 55’ | Marcatori | 12’ Moretti |

| Arbitro: | Gabriele Bellanca (Genova) |

|                                       |           |           |
| Sodini 24’, 57’, 58’, 82’ Moretti 55’ | Marcatori | 30’ Croce |

| Arbitro: | Davide Ghersini (Genova) |

|                                                 |           |                                              |
| Sodini 27’ Bonansea 30’ Moretti 73’ Giorgis 92’ | Marcatori | 7’ Camporese 11’, 14’, 44’, 46’, 93’ Brumana |

| Arbitro: | Antonio Ambrosino (Napoli) |

|          |           |  |
| Serra 7’ | Marcatori |  |

| Arbitro: | Marco Francesco Schifano (Novi Ligure) |

|  |           |                               |
|  | Marcatori | 12’ Vicchiarello 15’ Sabatino |

| Mortegliano 13 dicembre 2008 10ª giornata | Chiasiellis                | 0 – 0 referto | Torino | Stadio comunale Franco Beltrame\| Arbitro: \| Giovanni Baccini (Caserta) \| |
| Arbitro:                                  | Giovanni Baccini (Caserta) |               |        |                                                                             |

| Arbitro: | Federico Barbieri (Bra) |

|                       |           |                                |
| Ranieri 9’ Sodini 56’ | Marcatori | 8’ Vinci 27’ Österle 40’ Ricco |

#### Girone di ritorno
| Arbitro: | Marco Pelanda (Treviglio) |

|                        |           |               |
| Sodini 11’ Rosucci 49’ | Marcatori | 45’ Cavallini |

| Arbitro: | Alessio Cretti (Lovere) |

|                 |           |            |
| Scarpellini 47’ | Marcatori | 58’ Parodi |

| Arbitro: | Marco Pelanda (Treviglio) |

|                                 |           |                           |
| Sodini 5’, 27’, 60’, 81’ (rig.) | Marcatori | 53’ Stracchi 93’ Iannella |

| Arbitro: | Veronica Martinelli (Lovere) |

|                                     |           |  |
| Boni 27’ Schiavi 38’ Gabbiadini 69’ | Marcatori |  |

| Arbitro: | Davide Ghersini (Genova) |

|                          |           |                        |
| Carissimi 24’ Parodi 67’ | Marcatori | 11’ Perini 66’ Bonetti |

| Arbitro: | Nicola Storace (Novi Ligure) |

|  |           |                             |
|  | Marcatori | 2’, 66’ Sodini 67’ Bonansea |

| Arbitro: | Giovanni Baccini (Conegliano) |

|                                               |           |                                    |
| Mauro 33’, 61’ Brumana 42’, 53’ Camporese 48’ | Marcatori | 69’ (rig.), 80’ Sodini 85’ Moretti |

| Arbitro: | Andrea Tardino (Milano) |

|            |           |                           |
| Sodini 63’ | Marcatori | 25’ Pasqui 77’ Mazzantini |

| Arbitro: | Fabio Fracassi (Campobasso) |

|                         |           |            |
| Del Prete 8’ Nasuti 81’ | Marcatori | 14’ Sodini |

| Arbitro: | Nicola Storace (Novi Ligure) |

|            |           |  |
| Sodini 59’ | Marcatori |  |

| Monza 16 maggio 2009 22ª giornata | Fiammamonza                            | 0 – 0 referto | Torino | Stadio Gino Alfonso Sada\| Arbitro: \| Marco Francesco Schifano (Novi Ligure) \| |
| Arbitro:                          | Marco Francesco Schifano (Novi Ligure) |               |        |                                                                                  |

### Coppa Italia

#### Primo turno
Girone H
| 7 settembre 2008 | Como 2000 | 2 – 2 | Torino |  |

| Venaria Reale 13 settembre 2008 | Torino | 1 – 0 | Riozzese | Stadio Don Giacomo Mosso |

| Venaria Reale 20 settembre 2008 | Torino | 2 – 1 | ACF Milan | Stadio Don Giacomo Mosso |

| Arbitro: | Marco Francesco Schifano (Novi Ligure) |

|                           |           |                                                                  |
| Boggero 52’ Buscaglia 61’ | Marcatori | 20’ Bonansea 14’, 37’ Moretti 38’ (rig.), 70’ Sodini 47’ Giorgis |

| Venaria Reale 11 gennaio 2009 | Torino | 5 – 1 | Tradate Abbiate | Stadio Don Giacomo Mosso |

#### Quarti di finale
| Verona 23 maggio 2009 Andata | Bardolino Verona | 8 – 1 | Torino | Stadio Aldo Olivieri |

| Venaria Reale 6 giugno 2009 Ritorno | Torino | 0 – 3 | Bardolino Verona | Stadio Don Giacomo Mosso |

## Statistiche

### Statistiche di squadra
| Competizione | Punti | In casa | In casa | In casa | In casa | In casa | In casa | In trasferta | In trasferta | In trasferta | In trasferta | In trasferta | In trasferta | Totale | Totale | Totale | Totale | Totale | Totale | DR |
| Competizione | Punti | G       | V       | N       | P       | Gf      | Gs      | G            | V            | N            | P            | Gf           | Gs           | G      | V      | N      | P      | Gf     | Gs     | DR |
| ------------ | ----- | ------- | ------- | ------- | ------- | ------- | ------- | ------------ | ------------ | ------------ | ------------ | ------------ | ------------ | ------ | ------ | ------ | ------ | ------ | ------ | -- |
| Serie A      | 21    | 11      | 4       | 2       | 5       | 23      | 26      | 11           | 1            | 5            | 5            | 11           | 17           | 22     | 5      | 7      | 10     | 34     | 43     | -9 |
| Coppa Italia | -     | 4       | 3       | 0       | 1       | 8       | 5       | 3            | 1            | 1            | 1            | 9            | 12           | 7      | 4      | 1      | 2      | 17     | 17     | 0  |
| Totale       | -     | 15      | 7       | 2       | 6       | 31      | 31      | 14           | 2            | 6            | 6            | 20           | 29           | 29     | 9      | 8      | 12     | 51     | 60     | -9 |

### Statistiche delle giocatrici
| Giocatore       | Serie A  | Serie A | Serie A     | Serie A    | Coppa Italia | Coppa Italia | Coppa Italia | Coppa Italia | Totale   | Totale | Totale      | Totale     |
| Giocatore       | Presenze | Reti    | Ammonizioni | Espulsioni | Presenze     | Reti         | Ammonizioni  | Espulsioni   | Presenze | Reti   | Ammonizioni | Espulsioni |
| --------------- | -------- | ------- | ----------- | ---------- | ------------ | ------------ | ------------ | ------------ | -------- | ------ | ----------- | ---------- |
| B. Bonansea     | 22       | 2       | 1           | 0          | ?            | ?            | ?            | ?            | 22+      | 2+     | 1+          | 0+         |
| M. Bosi         | 20       | 0       | 3           | 0          | ?            | ?            | ?            | ?            | 20+      | 0+     | 3+          | 0+         |
| M. Bruno        | 0        | 0       | 0           | 0          | ?            | ?            | ?            | ?            | 0+       | 0+     | 0+          | 0+         |
| V. Bruno        | 0        | 0       | 0           | 0          | ?            | ?            | ?            | ?            | 0+       | 0+     | 0+          | 0+         |
| M. Carissimi    | 22       | 1       | 1           | 0          | ?            | ?            | ?            | ?            | 22+      | 1+     | 1+          | 0+         |
| F. Coluccio     | 18       | 0       | 0           | 0          | ?            | ?            | ?            | ?            | 18+      | 0+     | 0+          | 0+         |
| C. Figone       | 1        | 0       | 0           | 0          | ?            | ?            | ?            | ?            | 1+       | 0+     | 0+          | 0+         |
| M. Franco       | 21       | 0       | 3           | 0          | ?            | ?            | ?            | ?            | 21+      | 0+     | 3+          | 0+         |
| R. Giorgis      | 9        | 1       | 1           | 0          | ?            | ?            | ?            | ?            | 9+       | 1+     | 1+          | 0+         |
| S. Giuliano     | 0        | 0       | 0           | 0          | ?            | ?            | ?            | ?            | 0+       | 0+     | 0+          | 0+         |
| P. Gueli        | 22       | 0       | 1           | 0          | ?            | ?            | ?            | ?            | 22+      | 0+     | 1+          | 0+         |
| J. Lettieri     | 6        | 0       | 1           | 0          | ?            | ?            | ?            | ?            | 6+       | 0+     | 1+          | 0+         |
| E. Moretti      | 17       | 4       | 0           | 0          | ?            | ?            | ?            | ?            | 17+      | 4+     | 0+          | 0+         |
| V. Pagliassotto | 1        | -2      | 0           | 0          | ?            | ?            | ?            | ?            | 1+       | -2+    | 0+          | 0+         |
| E. Parodi       | 22       | 2       | 3           | 0          | ?            | ?            | ?            | ?            | 22+      | 2+     | 3+          | 0+         |
| S. Pisano       | 8        | 0       | 0           | 0          | ?            | ?            | ?            | ?            | 8+       | 0+     | 0+          | 0+         |
| S. Ranieri      | 9        | 1       | 0           | 0          | ?            | ?            | ?            | ?            | 9+       | 1+     | 0+          | 0+         |
| M. Rosucci      | 19       | 1       | 4           | 0          | ?            | ?            | ?            | ?            | 19+      | 1+     | 4+          | 0+         |
| C. Serafino     | 21       | -41     | 0           | 0          | ?            | ?            | ?            | ?            | 21+      | -41+   | 0+          | 0+         |
| S. Sodini       | 22       | 22      | 0           | 0          | ?            | ?            | ?            | ?            | 22+      | 22+    | 0+          | 0+         |
| M. Spanu        | 3        | 0       | 0           | 0          | ?            | ?            | ?            | ?            | 3+       | 0+     | 0+          | 0+         |
| C. Ugolini      | 12       | 0       | 3           | 0          | ?            | ?            | ?            | ?            | 12+      | 0+     | 3+          | 0+         |